# Gare centrale d'Oberhausen
La gare centrale d'Oberhausen est une gare de voyageurs d'Oberhausen et un point de connexion important pour le transport ferroviaire de voyageurs local et longue distance dans la région occidentale de la Ruhr et sur la Basse-Rhénanie. La gare est particulièrement importante en tant que gare de transfert pour les liaisons ICE vers les Pays-Bas (ligne hollandaise (de)).

## Histoire

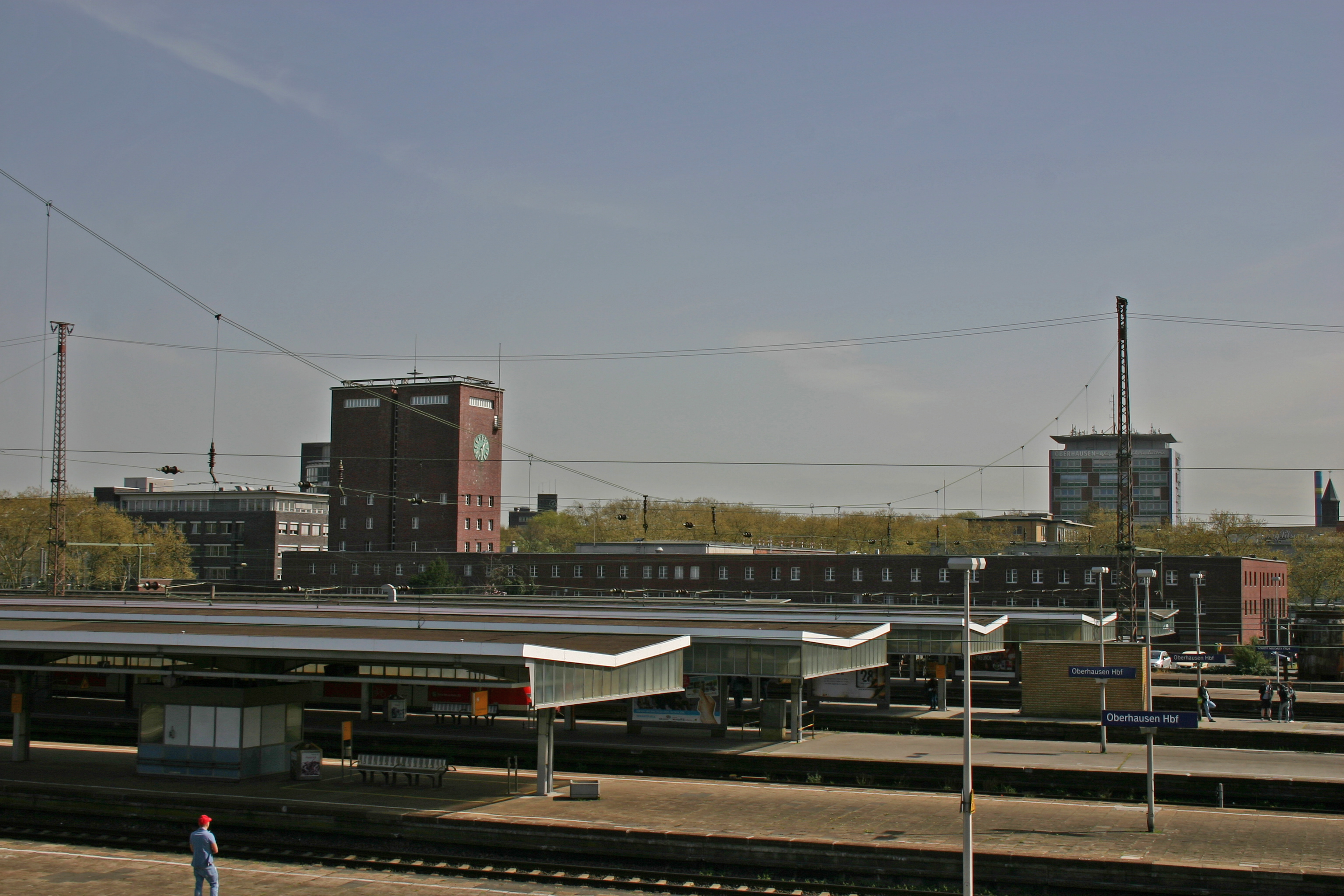
Vue sur les quais jusqu'au bâtiment d'accueil

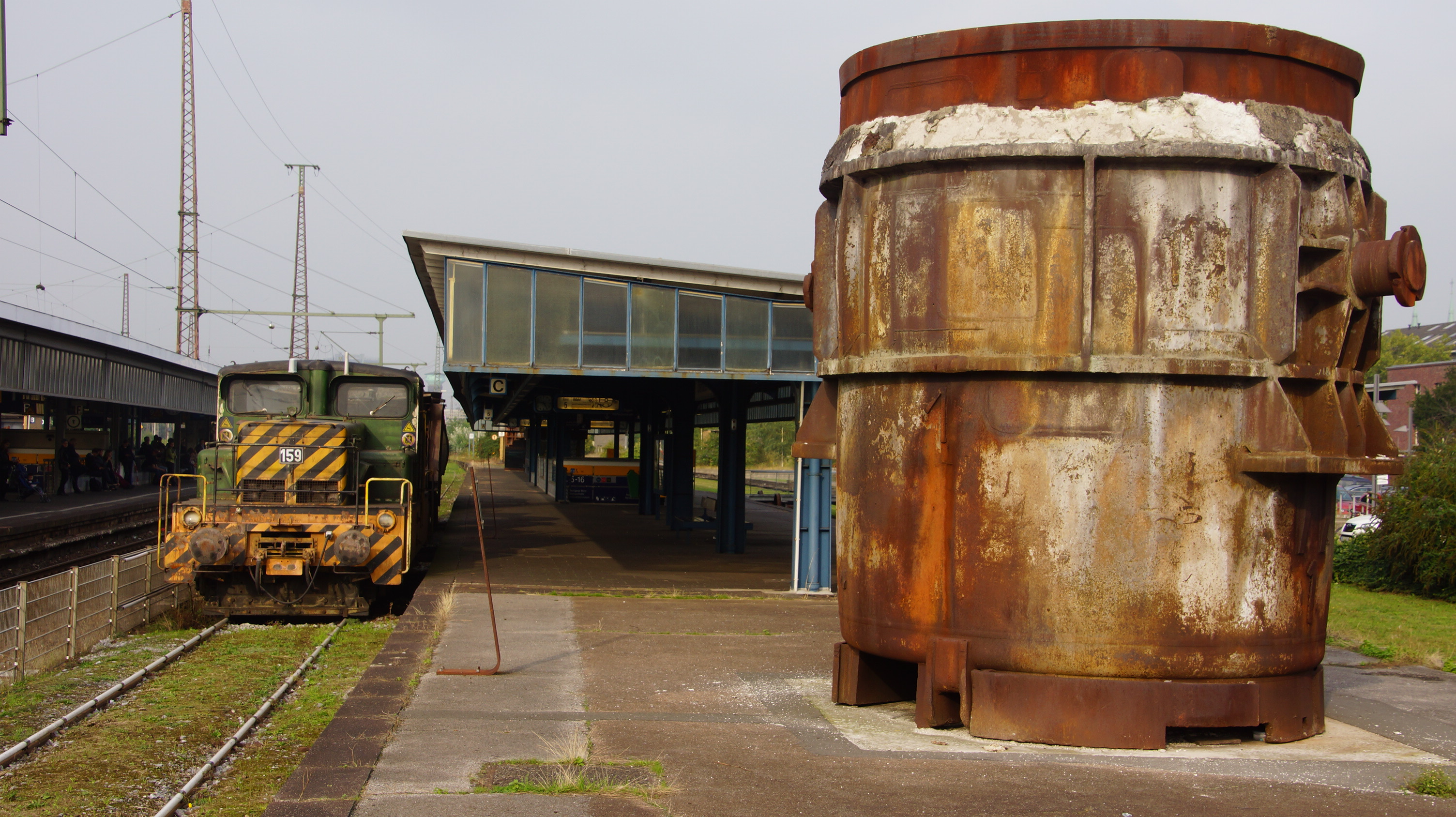
Plateforme muséale du Musée industriel LVR

La gare est située sur la ligne principale de la compagnie des chemins de fer de Cologne-Minden, construite en 1846. Le premier bâtiment de gare à l'emplacement actuel – un simple bâtiment à colombages d'une gare de transbordement – est nommé d'après le château d'Oberhausen (de) situé à proximité et est ouverte le 15 mai 1847. C'est la première gare ferroviaire dans la zone de l'ancienne mairie de Borbeck ; La ville d'Oberhausen n'existe pas encore à cette époque. La gare sert initialement à relier l'industrie lourde en développement. L'entrepreneur Franz Haniel a utilisé son influence auprès du gouvernement et de la compagnie ferroviaire pour relier la lande de Lippe (de) au chemin de fer. Après l'ouverture de la gare, d'autres entreprises, comme l'usine de zinc d'Altenberg (de), s'installent à proximité immédiate de la gare.
En 1850, l'administration de la mine Concordia (de) en cours de consolidation s'installe dans le bâtiment de la gare. Dès 1854, un bâtiment d'accueil plus élaboré est construit. En 1866, un bâtiment d'accueil de la Compagnie des chemins de fer bergeois-marckois est ajouté à quelques mètres. D'autres compagnies de chemin de fer et de nouvelles lignes suivrent, comme la ligne vers Duisbourg-Ruhrort en 1848 et la ligne hollandaise vers Arnhem en 1856 (toutes deux de la compagnie des chemins de fer de Cologne-Minden) ainsi que la ligne via Mülheim vers Essen en 1862 (compagnie des chemins de fer bergeois-marckois).
En 1880, Oberhausen est devenue l'un des nœuds ferroviaires les plus importants de la région de la Ruhr (avec la gare d'Oberhausen-Ouest (de) ; Osterfeld est encore indépendante à cette époque). Grâce à la nationalisation des chemins de fer, il devient possible de combiner des lignes et d'établir des gares centrales. Les gares des compagnies bergeois-marckois et de Cologne-Minden sont fusionnées et un nouveau bâtiment de gare représentatif avec des tunnels de quais est ouvert en 1888.
En 1929, les mairies de Sterkrade, Osterfeld et Oberhausen (aujourd'hui Alt-Oberhausen) fusionnent pour former le Grand Oberhausen. À l'origine, tout doit être intégré à Sterkrade, car Sterkrade est la plus grande mairie. Cependant, comme Oberhausen a une meilleure connexion ferroviaire que Sterkrade (de), il a déjà été décidé que ce serait la gare centrale de la nouvelle ville. Il est donc convenu d'incorporer Sterkrade et Osterfeld à Oberhausen et d'étendre la gare d'Oberhausen pour en faire la gare principale de la ville. Entre 1930 et 1934, le bâtiment actuel de la gare, y compris le double château d'eau de 33 mètres de haut, est finalement construit dans le style du modernisme classique. L'architecte d'Oberhausen Schwingel et le conseiller principal de la Reichsbahn Karl Herrmann de la direction de la Reichsbahn à Essen conçoivent le bâtiment actuel avec un langage formel cubiste. Durant la Seconde Guerre mondiale, la gare est touchée à plusieurs reprises par des bombes et des mines aériennes et est gravement endommagée. La salle de réception n'est rouverte qu'en 1954 sous une forme sensiblement modifiée ; un faux plafond est installé pour accueillir un cinéma dans la partie supérieure, et une petite galerie marchande fut construite en dessous.

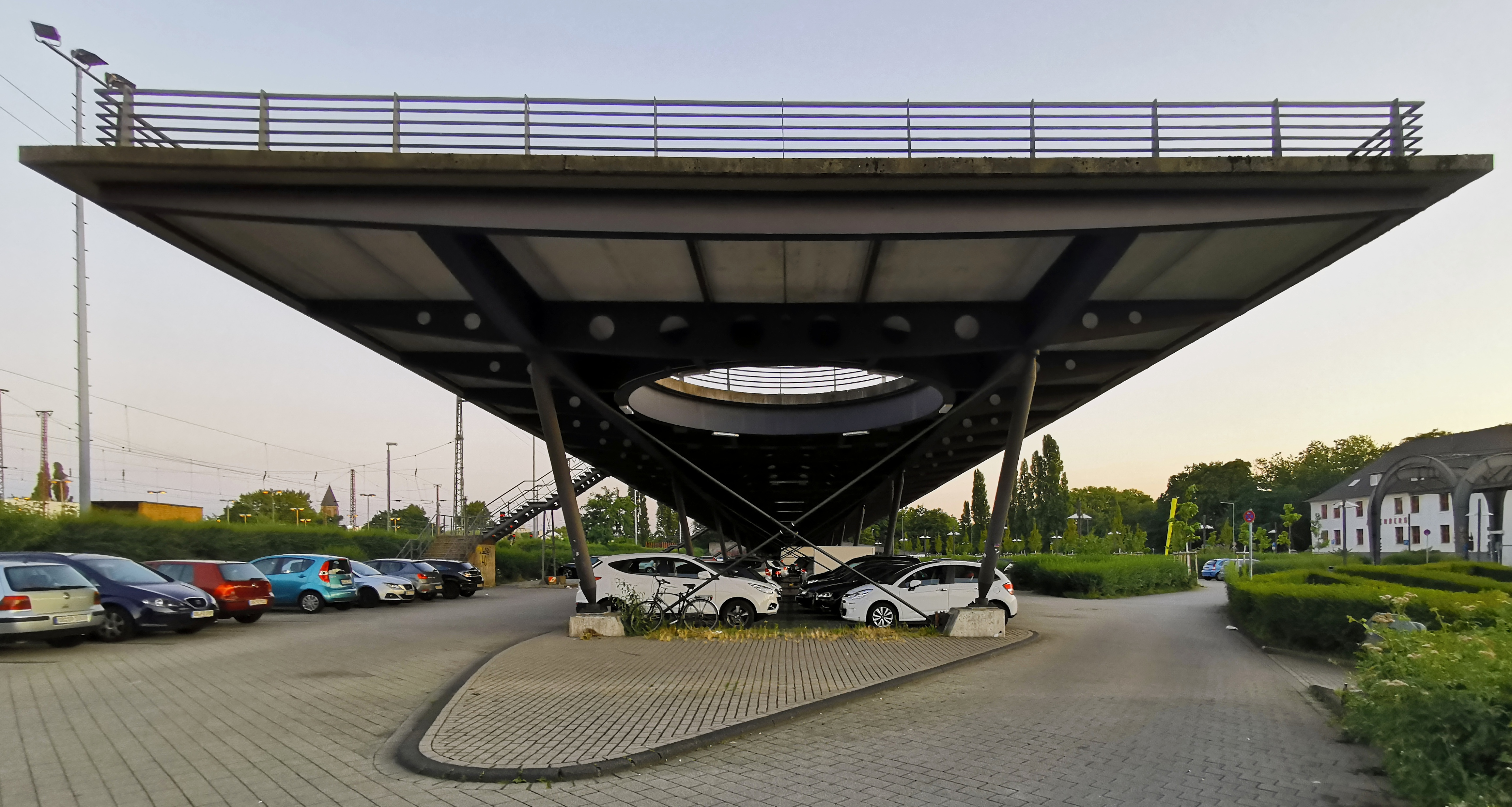
Parking couvert

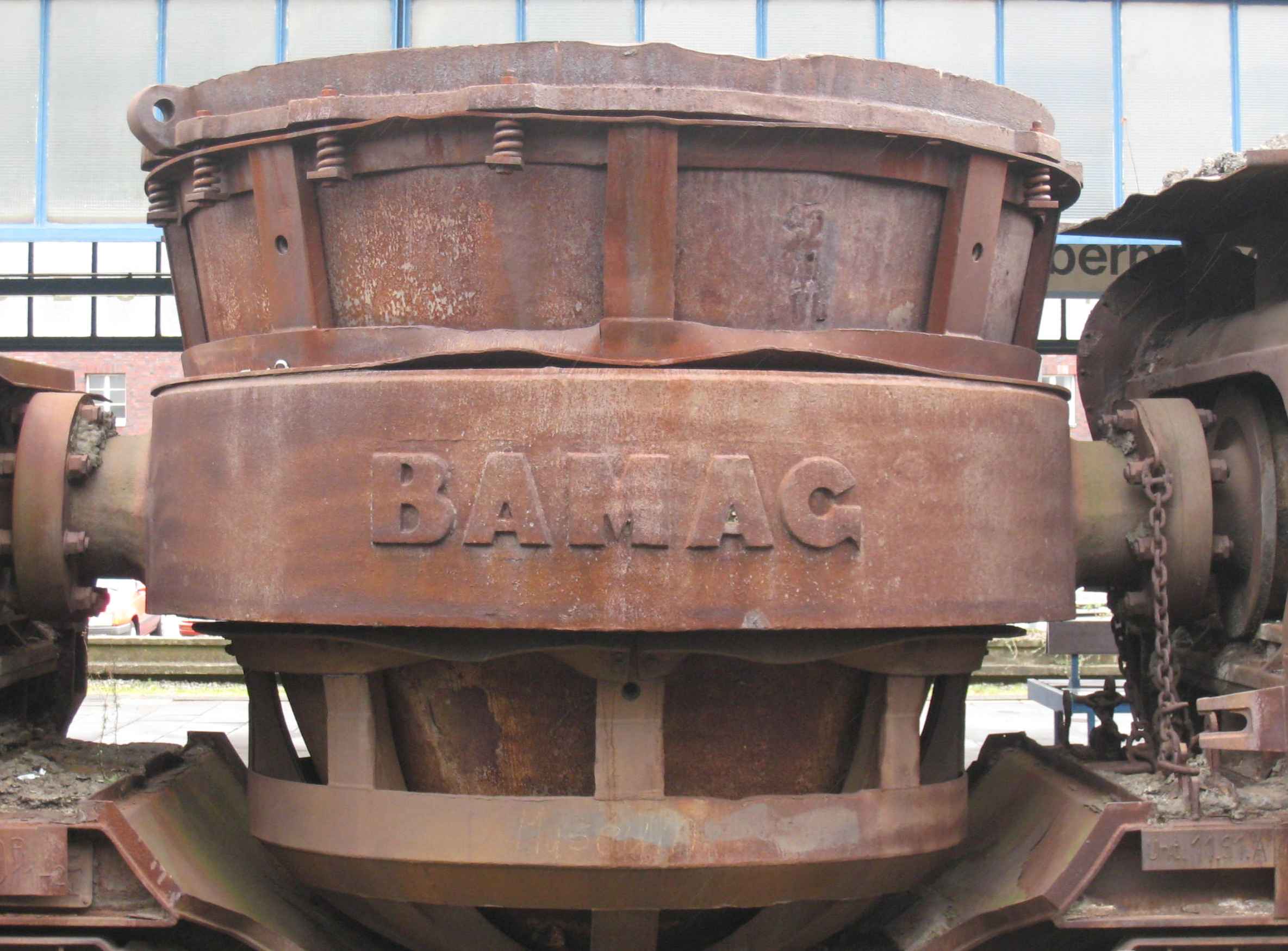
Wagon pour le transport de scories liquides sur la plateforme du musée

En tant que l'un des premiers projets de l'Exposition internationale du bâtiment Emscherpark, l'ensemble de la gare centrale et ses environs sont entièrement rénovés et réaménagés à partir de 1993. Le hall d'entrée est en grande partie restauré dans sa forme originale ; le cinéma et la galerie marchande sont à nouveau supprimés. Le système de voies existant estuit de 14 à 10 voies de quai. La liaison ferroviaire postale désaffectée est démolie et la zone avec les anciennes voies 4 et 5 est transformée en plate-forme muséale pour le musée industriel LVR d'Oberhausen (de). Le relief Les Trois Âges de la vie d'Ernst Müller-Blensdorf (de) est restauré et réinstallé dans la gare. Le tunnel piétonnier sous les voies ferrées est modernisé, prolongé et ouvert vers l'ouest. Le siège du Musée industriel de Rhénanie, ouvert en 1997, et la partie ouest de la ville bénéficient ainsi d'un accès direct depuis la gare centrale. Les travaux de construction comprennent également le réaménagement du parvis de la gare avec un terminal de bus central et la construction d'un parking relais sur le côté ouest. De 2006 à 2013, le château d'eau appartenant au bâtiment de la gare est entretenu par l'association Kultur im Turm e. V. dans un centre culturel public

## Service

### Trafic longue distance
| Ligne  | Désignation        | Tracé de la ligne | Cycle       | Opérateur                    |
| ------ | ------------------ | --- | ----------- | ---------------------------- |
| ICE 78 | "International"    | Amsterdam – Oberhausen – Duisbourg – Düsseldorf – Cologne – Aéroport de Francfort-sur-le-Main – Francfort (– Mannheim – Offenbourg – Bâle )                                              | 120 minutes | Transport longue distance DB |
| IC 35  |                    | Norddeich Mole – Münster – Recklinghausen – Wanne-Eickel – Oberhausen – Duisbourg – Düsseldorf – Cologne (– Coblence )                                                                   | 120 minutes | Transport longue distance DB |
| IC 35  | "Lac de Constance" | (Emden – Leer – Münster – ) Dortmund – Oberhausen – Duisbourg – Düsseldorf – Cologne – Coblence – Mannheim – Offenbourg – Constance (aujourd'hui Mannheim – Vaihingen (Enz) – Stuttgart) | 120 minutes | Transport longue distance DB |